# 渡島砂原駅
渡島砂原駅（おしまさわらえき）は、北海道（渡島総合振興局）茅部郡森町砂原4丁目にある北海道旅客鉄道（JR北海道）函館本線（通称：砂原支線）の駅である。駅番号はN66。電報略号はオラ。1966年時点における事務管理コードは▲140155。
前身は渡島海岸鉄道の砂原駅（さわらえき）であり、同鉄道の国有化に伴い現在地に移転し、改称した。

## 歴史

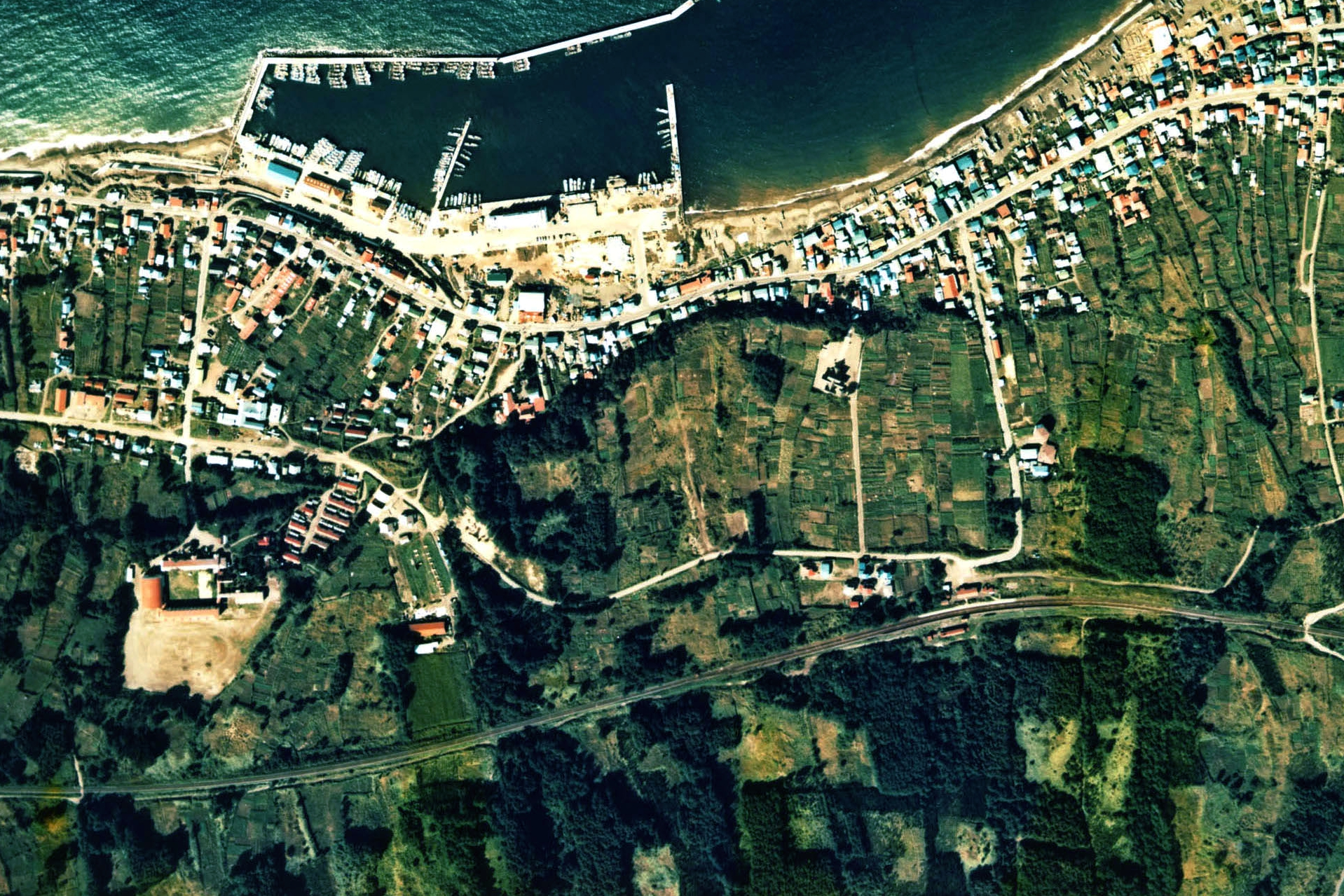
1976年の渡島砂原駅（中央より右下）と周囲約1×1.5km範囲。右が鹿部・大沼方面。写真左端中央、港の堤防基部へ向かう道路との交差付近が渡島海岸鉄道の砂原駅跡。

- 1927年（昭和2年）12月25日：渡島海岸鉄道東森仮駅 - 砂原駅間開通に伴い砂原駅開業[3]。現在とは別の場所に位置した[4]。
- 1945年（昭和20年）1月25日：渡島海岸鉄道国有化に伴い国有鉄道函館本線の駅となり、新線上に渡島砂原駅として再開業[5]。一般駅。
- 1949年（昭和24年）6月1日：日本国有鉄道法施行に伴い、日本国有鉄道（国鉄）に継承。
- 1961年（昭和36年）1月1日：貨物扱い廃止[5]。
- 1984年（昭和59年）
  - 2月1日：荷物扱い廃止[5]。
  - 11月1日：無人化[5]。簡易委託駅（駅舎内で発券）となる。
- 1987年（昭和62年）4月1日：国鉄分割民営化に伴い、北海道旅客鉄道（JR北海道）に継承。
- 年月日不詳：簡易委託廃止、完全無人化。なお、1990年（平成2年）7月1日時点ではすでに簡易委託駅[6]になっており、1993年（平成5年）3月時点では完全無人化されている[7]。
- 2007年（平成19年）10月1日：駅ナンバリングを実施[8]。

### 駅名の由来
当駅の所在する地名（旧町名茅部郡砂原町）より。成田線の佐原駅と区別するため旧国名の「渡島」を冠する。地名の由来は、以下の説が考えられている。
- 以下のいずれかのアイヌ語によるとする説
  - 「サラ（sara）」：現れる
  - 「サラキ（sarki）」:鬼カヤ
  - 「サラ」:ヨシ原
- 砂地であることからついた和名とする説

## 駅構造
相対式ホーム2面2線を有する地上駅で、列車交換可能な交換駅となっている。互いのホームは駅舎側ホーム中央部分と対向側ホーム中央部分を結んだ構内踏切で連絡している。駅舎側（北側）ホームが上り線、対向側ホームが下り線となっている（番線表示なし）。上下線共に安全側線を有する。そのほか1993年（平成5年）3月時点では下り線の森方から外側に分岐し対向側ホーム外側への行き止りの側線を1線有する。転轍機の形状は上り線からの片開き分岐である。尚、1983年（昭和58年）4月時点では、対向側ホームの現・下り線は上下共用だった。木造駅舎を有する。
森駅管理の無人駅となっている。駅舎は構内の北側に位置しホーム中央部分に接している。有人駅時代の、鹿部駅と同じ形の駅舎が継続使用されている。建築当初からの原型を良く留めている建物である。駅の標高は35mである。

### のりば
| ホーム | 路線                    | 方向 | 行先           |
| ------ | ----------------------- | ---- | -------------- |
| 駅舎側 | ■ 函館本線 （砂原支線） | 上り | 函館方面       |
| 反対側 | ■ 函館本線 （砂原支線） | 下り | 森・長万部方面 |

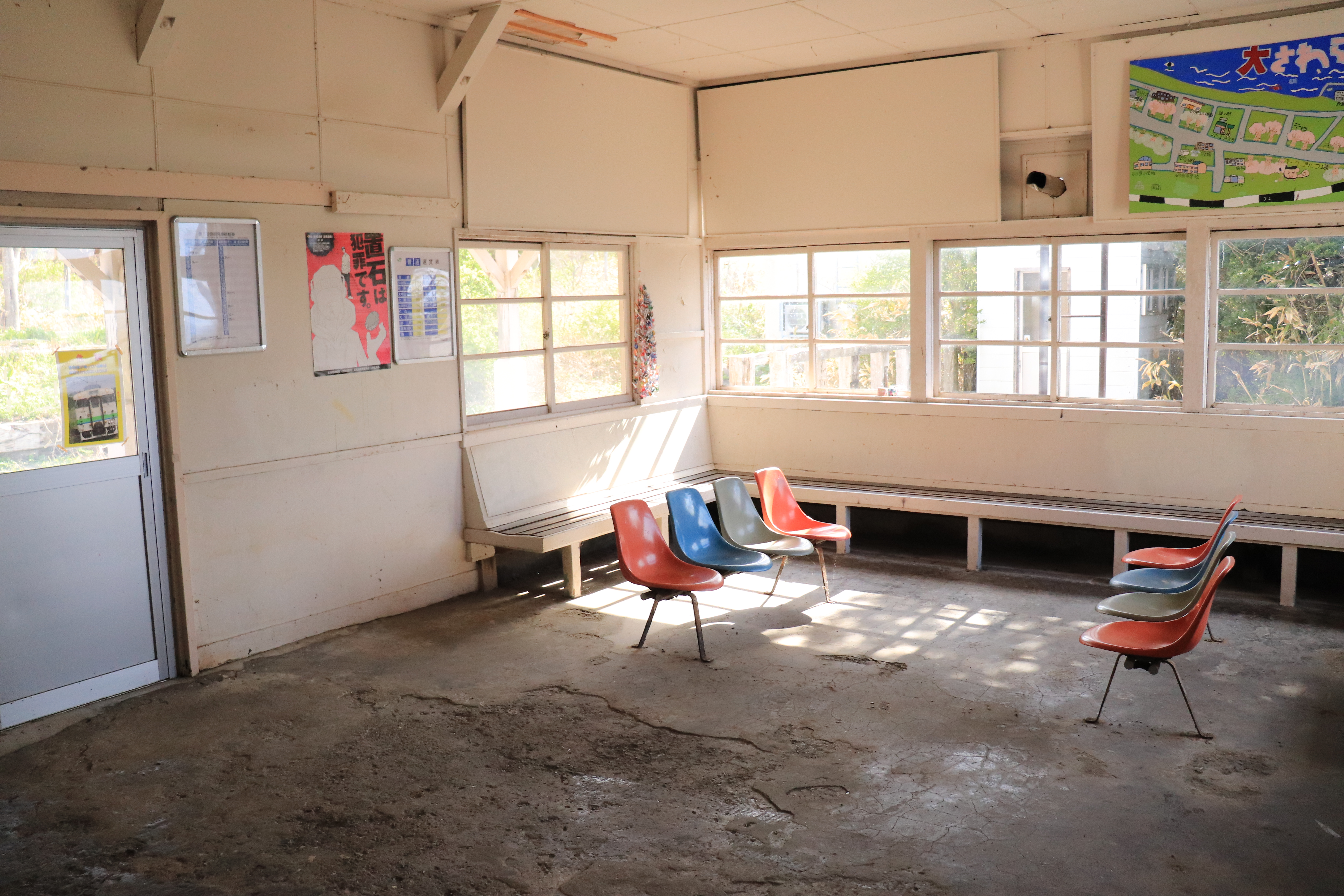
待合室（2022年5月）
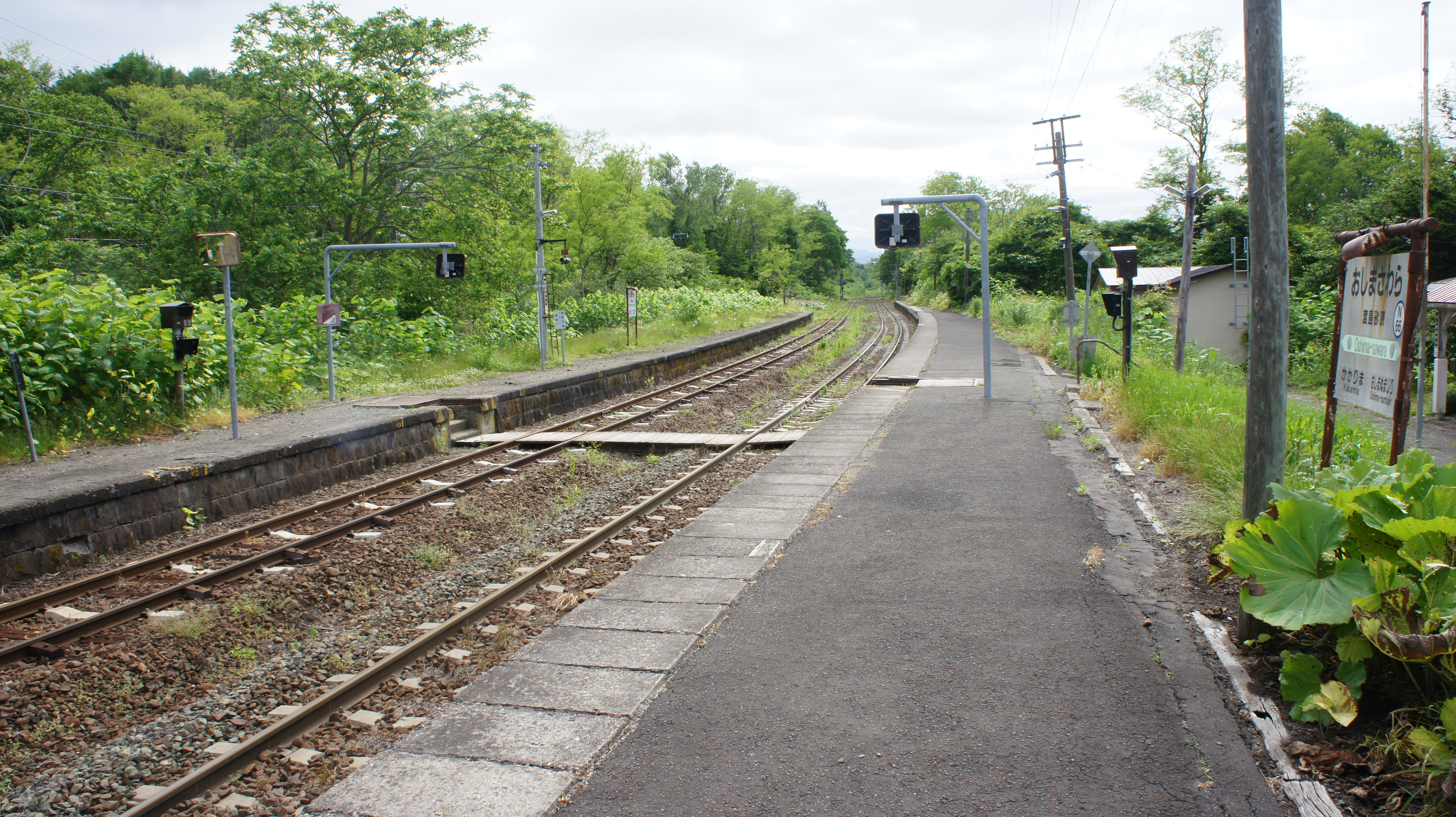
ホーム（2018年6月）
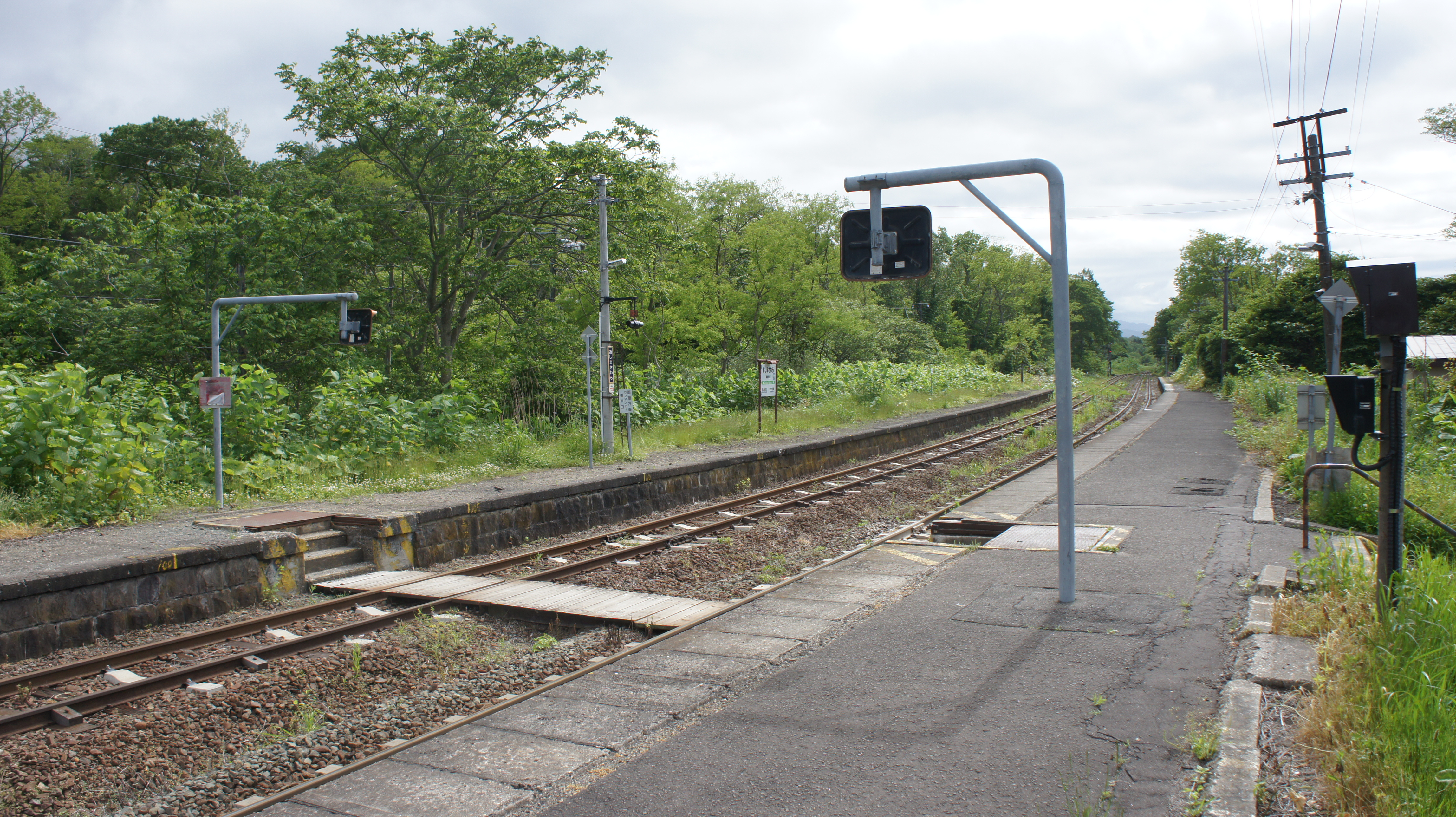
構内踏切（2018年6月）

## 渡島海岸鉄道
渡島海岸鉄道時代の砂原駅は、現在の渡島砂原駅から1kmほど西側の、標高10mの地点で、史跡・南部藩砂原陣屋跡の裏に位置した。旧駅の跡地は2003年（平成15年）時点では道路になっていた。
また、砂原線に転用されなかった線路跡は、2003年（平成15年）時点では国道278号に転用されていた。

## 利用状況
乗車人員の推移は以下の通り。年間の値のみ判明している年度は日数割で算出した参考値を括弧書きで示す。出典が「乗降人員」となっているものについては1/2とした値を括弧書きで乗車人員の欄に示し、備考欄で元の値を示す。
また、「JR調査」については、当該の年度を最終年とする過去5年間の各調査日における平均である。
| 年度               | 乗車人員（人） | 乗車人員（人） | 乗車人員（人） | 出典   | 備考                 |
| 年度               | 年間           | 1日平均        | JR調査         | 出典   | 備考                 |
| ------------------ | -------------- | -------------- | -------------- | ------ | -------------------- |
| 1978年（昭和53年） |                | 222.0          |                | [ 14 ] |                      |
| 1981年（昭和56年） |                | (113.5)        |                | [ 11 ] | 1日乗降客数は227人。 |
| 1992年（平成4年）  |                | (114.0)        |                | [ 10 ] | 1日乗降客数は228人。 |
| 2017年（平成29年） |                |                | 45.2           | [ 15 ] |                      |
| 2018年（平成30年） |                |                | 46.2           | [ 16 ] |                      |

## 駅周辺
- 南部藩砂原陣屋跡（国指定史跡）[12] - 駅より西の方にある
- 郷土館[12]
- 国道278号
- 北海道道1028号森砂原線
- 道の駅つど〜る・プラザ・さわら
- 森町役場砂原支所（旧・砂原町役場）
- 森警察署砂原駐在所
- 砂原郵便局
- 渡島信用金庫砂原支店
- 砂原漁業協同組合
- 砂崎・砂崎灯台
- 内浦湾
- 駒ヶ岳
- 森町地域公共交通バス「砂原4丁目」[17]

## 隣の駅
北海道旅客鉄道（JR北海道）
■函館本線（砂原支線）
渡島沼尻駅 (N67) - 渡島砂原駅 (N66) - 掛澗駅 (N65)

### かつて存在した路線
渡島海岸鉄道
渡島海岸鉄道線
掛澗駅 - 東掛澗停留所 - 度杭崎停留所 - 砂原駅